# Nusser Ernő
Nusser Ernő (Kecskemét, 1988. augusztus 31. –) gitáros.

## Zenei pálya kezdete
Zenei tanulmányait az M. Bodon Pál Állami Zeneiskola klasszikus gitár tanszakán kezdte, amit a négy helyett két év alatt fejezett be, majd tudását az idősebb Pulius Tibor szárnyai alatt tökéletesítette.
Első zenekara RetRock néven indult 2005 márciusában. Nusser Ernő, Kapás György, Dósay Dávid, Marssó Rita és Héjjas Krisztián felállással. Még ez év májusában sor is került az első koncertjükre. Ezután sorra nyerte a zenekar a megyei és országos tehetségkutató-versenyeket. Előzenekarként léptek fel többek között Lord Bishop, Deák Bill Gyula, P. Mobil és a P. Box előtt. 
Egy 2006-os tehetségkutatón Ernőt választották a legjobb szólógitárosnak. A zenekar 2006. áprilisában névváltoztatásra kényszerült, így lett belőlük RetRock (Revolution Of The Rock). 2007 májusában a zenekar felbomlott.

## Időgép
A RevRock időszakában már aktívan roadkodott a Sándor Csaba vezette Időgép zenekar mellett és innen indult útjára később a Bajnok Rock Teambe is. 2008-ban lett a zenekar fix tagja. Ernő két lemezre is írt dalt, illetve hangszerelt. 

### Lemezek
- 2004 - Újjászületés
- 2006 - Szemben a széllel
- 2008 - Szélcsend
- 2009 - Szilánkok (Ernő szerzeménye a Hagyj már békén! című dal)
- 2011 - Skizofónia (Ernő szerzeménye a Szétszakít című dal)

## Bajnok Rock Team
Ernő 2008-ban a Tunyogi Rock Bandben helyettesítette Fischer Lászlót néhány koncerten. Ekkor Kékesi László (zenész) éppen szüneteltette a zenekart, amely 2009-ben újraindult, és a mai napig működik. Ebben a zenekarban is Fischer Lászlót váltotta. Koncertjeiken főleg a P. Mobil, kisebb részben a TRB dalai vannak műsoron. 2017-től a Mobilmániába való átlépés miatt távozott a BRT-ből, helyét Lovas János vette át.

## MobilmániaésRockBand
2017-től a Mobilmánia és a RockBand gitárosa.
Lemezek:
- Vándorvér (2017)
- Ez még nem a pokol / Landed In Your ( 2 cd) ( 2018)
- Zefi & Bajnok 40 (2020)
- Mobilmánia: Itt vagyok, hogy újból kitalálj (2024)

Koncertfelvételek:
- Mobilmánia: Vikidál 70, Zeffer 60, Mobilmánia 10 (2018) – 2018.január 6. koncert 2DVD + 3CD (megjelenés: 2019 szeptember 13.)
- Mobilmánia: Bajnok & Zefi 40